# آندروس ویلم
آندروس ویلم (استونیایی: Andrus Villem؛ زادهٔ ۲۱ مارس ۱۹۵۹) لغت‌شناس، سیاستمدار و نماینده سابق مجلس اهل استونی است.